# Liste des partis politiques guinéens disparus
Cette page présente une liste de partis politiques guinéens disparus. Les partis actuellement en activité sont présentés sur la page partis et mouvements politiques guinéens.

## liste
État : octobre 2024 - Dernières évaluations des partis politiques : (MATD) 
NB: Cette liste prend uniquement en compte les parties dissous après l'évaluation d'octobre 2024 et ne représente pas forcément le total des anciens partis politiques de la Guinée.
| N° | Partis                                                              | Sigles         | Numéro d'agrément                 | Date                             |
| -- | ------------------------------------------------------------------- | -------------- | --------------------------------- | -------------------------------- |
| 1  | Action Démocratique de Guinée                                       | ADG            |                                   | ? - octobre 2024                 |
| 2  | Alliance des Démocrates de Guinée                                   | ADDG           |                                   | ? - octobre 2024                 |
| 3  | Alliance des Forces d'Avenir de Guinée                              | AFAG           |                                   | ? - octobre 2024                 |
| 4  | Alliance des Forces Patriotiques de Guinée                          | AFPG           |                                   | 16 décembre 2009 - octobre 2024  |
| 5  | Alliance du Peuple de Guinée                                        | APEG           | A/091221/MATAP/CAB/DNALPAJR/09    | 04 juin 2009 - octobre 2024      |
| 6  | Alliance Guinéenne pour la Démocratie                               | AGD-DEMOCRATIE |                                   | ? - octobre 2024                 |
| 7  | Alliance Nationale pour le Développement et la Solidarité           | ANDS           |                                   | ? - octobre 2024                 |
| 8  | Collectif Militant pour l'Unité Nationale                           | COMUNA         |                                   | ? - octobre 2024                 |
| 9  | Congrès Populaire Africain                                          | CPA            | 1214/MATAP/CAB/DNLP/2010          | ? - octobre 2024                 |
| 10 | Congrès Républicain d'Afrique de Guinée                             | CRAFG          | AN09/1902/MATAP/CAB/DNLPAJR       | 19 août 2009 - octobre 2024      |
| 11 | Force pour la Paix et le Développement                              | FPD            |                                   | ? - octobre 2024                 |
| 12 | Front Nationale pour le Progrès de la Guinée                        | FNPG           |                                   | ? - octobre 2024                 |
| 13 | Front Uni de Guinée                                                 | FUG            | AN09/3004/MATAP/CAB/DNLPAJR       | 11 novembre 2009 - octobre 2024  |
| 14 | Guinée Unie pour l'Intégrité et le Développement                    | GUID           | A/350/MATAP/CAB/DNLPR/09          | ? - octobre 2024                 |
| 15 | Mouvement Démocratique et Ecologique de Guinée                      | MODECO         | A/2008/1947/MIS/CAB/DNLPAJR/2008  | 25 mai 2008 - octobre 2024       |
| 16 | Mouvement des Démocrates et Patriotes                               | MDP            |                                   | ? - octobre 2024                 |
| 17 | Mouvement des Ecologistes Africains de Guinée                       | MEAG           | A/2008/1947/MIS/CAB/DNLPAJR/2008  | 25 mai 2008 - octobre 2024       |
| 18 | Mouvement des Forces de la République                               | MFR            |                                   | ? - octobre 2024                 |
| 19 | Mouvement Pour la République                                        | MPR            |                                   | ? - octobre 2024                 |
| 20 | Nouvelle Alliance des Forces pour l'Action Nationale                | NAFAN          |                                   | ? - octobre 2024                 |
| 21 | Nouvelle Vision Démocratique                                        | NOVID          |                                   | ? - octobre 2024                 |
| 22 | Parti de Développement et de l'Equité                               | PDE            |                                   | ? - octobre 2024                 |
| 23 | Parti de l'Espoir et du Monde Rural                                 | PEMR           | 078/MATAP/CAB/DNLPAJ/2010         | ? - octobre 2024                 |
| 24 | Parti de l'Espoir pour la Démocratie et la Liberté                  | PEDL           |                                   | ? - octobre 2024                 |
| 25 | Parti de l'Unité pour le Renouveau                                  | PUR            |                                   | ? - octobre 2024                 |
| 26 | Parti des Femmes pour le Changement                                 | PFC            |                                   | ? - octobre 2024                 |
| 27 | Parti des Jeunes pour le Développement                              | PJD            | 1212/MATAP/CAB/DNLP/2010          | ? - octobre 2024                 |
| 28 | Parti des Travaillistes de Guinée                                   | PTG            | A/N°10028/MATD/CAB/DNAP/012       | 18 octobre 2012 - octobre 2024   |
| 29 | Parti du Peuple pour le Développement et la Démocratie              | PPDD           | AN09/1219/MATAP/CAB/DNLPAJR       | octobre 2024 - octobre 2024      |
| 30 | Parti du Rénouveauet du Développement                               | PRD            | A/2011/5451/MATD/CAB/DNLPR/11     | 06 octobre 2011 - octobre 2024   |
| 31 | Parti du Travail et de la Paix                                      | PTP            |                                   | octobre 2024 - octobre 2024      |
| 32 | Parti Guinéen de l'Unité et de la Démocratie                        | PGUD           | AN92/1677/MIS/CAB/                | 14 avril 1992 - octobre 2024     |
| 33 | Parti Guinéen pour le Développement et la Prospérité                | PGDP           | A/2009/5835/MATAP/CAB/DNLPAJR/09  | ? - octobre 2024                 |
| 34 | Parti Guinéen pour le Progrès et le Développement                   | PGPD           |                                   | ? - octobre 2024                 |
| 35 | Parti Libéral de Guinée                                             | PLG            | A/92/01959/MIS/CAB/               | 05 mai 1992 - octobre 2024       |
| 36 | Parti Libéral National                                              | PLN            | A/N°92/2196/MIS/CAB/              | 18 mai 1992 - octobre 2024       |
| 37 | Parti National pour la Démocratie et le Développement de Guinée     | PNDDG          |                                   | ? - octobre 2024                 |
| 38 | Parti National pour le Développement                                | PND            | N°92/1560/MIS/CAB                 | ? - octobre 2024                 |
| 39 | Parti National pour le Développement et la Reconstruction           | PNDR           | 1213/MATAP/CAB/DNLP/2010          | ? - octobre 2024                 |
| 40 | Parti National pour le Renouveau                                    | PNR            | AN09/1700/MATAP/CAB/DNLPAJR       | ? - octobre 2024                 |
| 41 | Parti Pour la Nouvelle Guinée                                       | PPNG           | A/2009/1698/MATAP/CAB/DNLPAJR/09  | 29 septembre 2009 - octobre 2024 |
| 42 | Parti pour la Rénaissancede la Guinée                               | PRG            |                                   | ? - octobre 2024                 |
| 43 | Parti pour l'Union et le Développement                              | PUD            | AN92/1559/MIS/CAB                 | 03 avril 1992 - octobre 2024     |
| 44 | Parti Social Démocratique de Guinée                                 | PSDG           | AN92/2582/MIS/CAB/                | 22 juin 1992 - octobre 2024      |
| 45 | Parti Socialiste et de Tolérance                                    | PST            | AN09/0905/MATAP/CAB/DNLPAJR       | 04 juin 2009 - octobre 2024      |
| 46 | Rassemblement Démocratique pour le Développement                    | RDD            | AN92/2164/MIS/CAB/DNLPAJR         | 17 mai 1992 - octobre 2024       |
| 47 | Rassemblement des Forces Démocratiques                              | RFD            | A/2009/088/MATAP/CAB/DNLPAJR/2009 | 21 janvier 2010 - octobre 2024   |
| 48 | Rassemblement Guinéen pour le Développement                         | RGD            | A/N°92/1674/MIS/CAB               | 14 avril 1992 - octobre 2024     |
| 49 | Union des Guinéens pour la Promotion des Jeunes et le Développement | UGPJD          |                                   | ? - octobre 2024                 |
| 50 | Union des Mouvements Patriotiques de Guinée                         | UMPG           |                                   | ? - octobre 2024                 |
| 51 | Union Nationale pour la Prospérité                                  | UNP            | AN92/1952/MIS/CAB/                | 05 mai 1992 - octobre 2024       |
| 52 | Union pour la Démocratie et la Reconstruction                       | UDR            | AN92/2163/MIS/CAB/                | 05 mai 1992 - octobre 2024       |
| 53 | Union pour la Paix, la Démocratie et le civisme                     | UPDC           | AN09/3771/MATAP/CAB/DNLPAJR       | 08 décembre 2009 - octobre 2024  |